# Seongjesan
Seongjesan (koreanska: 성제산) är ett berg i Sydkorea.   Det ligger i provinsen Gangwon, i den norra delen av landet, 90 km norr om huvudstaden Seoul. Toppen på Seongjesan är 471 meter över havet, eller 58 meter över den omgivande terrängen. Bredden vid basen är 0,40 km.
Terrängen runt Seongjesan är lite kuperad. Runt Seongjesan är det ganska tätbefolkat, med 70 invånare per kvadratkilometer. I omgivningarna runt Seongjesan växer i huvudsak blandskog.